# 폴라메이 위크스

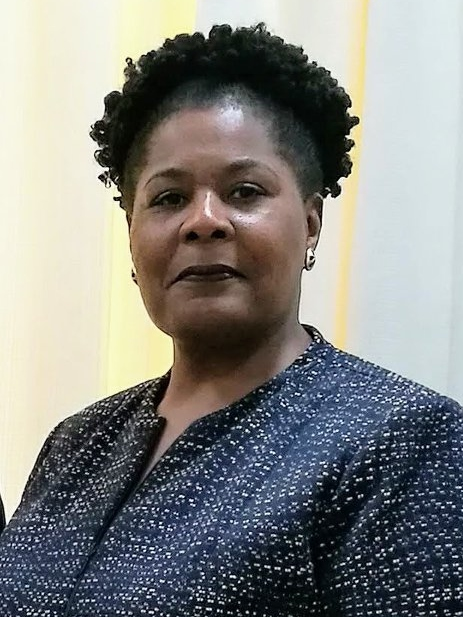

폴라 매 위크스(영어: Paula-Mae Weekes, 1958년 12월 23일~)는 트리니다드 토바고의 정치인이다. 2018년 3월 19일부터 2023년 3월 20일까지 트리니다드 토바고의 대통령을 지냈다. 트리니다드 토바고의 첫 여성 대통령이다.
대한민국 에서는 2020년 8월 23일 유튜버 보물섬에
의해 문제로 이름이 출제되었다